# Karl Leyser
Karl Josef Leyser (* 24. Oktober 1920 in Düsseldorf; † 27. Mai 1992 in Oxford) war ein deutsch-britischer Historiker für mittelalterliche Geschichte.

Der Sohn des jüdischen Fabrikanten Otto Leyser besuchte die Volksschule und das Gymnasium in Düsseldorf, bis er 1937, getrennt von seinen Eltern, die im holländischen Untergrund die Zeit des Nationalsozialismus überlebten, nach England emigrierte. 1939 begann er ein Geschichtsstudium in Oxford. Im Zweiten Weltkrieg kämpfte er zuerst auf der Seite eines englischen Pionierkorps und dann bei einem schottischen Eliteregiment, wo er bis zum Major aufstieg. 1946 erhielt er die britische Staatsangehörigkeit. Leyser war von 1948 bis 1984 Fellow des Oxforder Magdalen College und von 1984 bis 1988 Fellow des All Souls College. Die British Academy nahm ihn 1983 als Mitglied auf. 1991 wurde er zum korrespondierenden Mitglied der Göttinger Akademie der Wissenschaften gewählt. Er wurde 1979 korrespondierendes Mitglied der Zentraldirektion der Monumenta Germaniae Historica. 
Der Schwerpunkt seiner Arbeiten lag auf der Zeit vom 10. bis zum 12. Jahrhundert, der Epoche der Ottonen, Salier und frühen Staufer. Durch seine Arbeiten in den 1970er Jahren wurde er im englischsprachigen Raum zum ausgewiesenen Kenner der deutschen Reichsgeschichte des Hochmittelalters. Er veröffentlichte einen grundlegenden Artikel über die Schlacht auf dem Lechfeld, die unter englischen Mediävisten sonst nur geringe Aufmerksamkeit fand.
Leyser war mit der Historikerin Henrietta Leyser verheiratet. Ihre gemeinsame Tochter ist die Botanikerin Ottoline Leyser.

## Schriften
- Rule and conflict in an early medieval society: Ottonian Saxony. E. Arnold, London 1979, ISBN 0-7131-6218-X.
  - Übersetzung: Herrschaft und Konflikt: König und Adel im ottonischen Sachsen. Vandenhoeck & Ruprecht, Göttingen 1984, ISBN 3-525-35392-8.
- Medieval Germany and its neighbours, 900–1250. Hambledon, London 1982, ISBN 0-907628-08-7.
- Am Vorabend der ersten europäischen Revolution. Das 11. Jahrhundert als Umbruchszeit (= Schriften des Historischen Kollegs. Dokumentationen, Heft 9). Stiftung Historisches Kolleg, München 1994 (online).
- Communications and power in medieval Europe: The Gregorian revolution and beyond. Hambledon, London 1994, ISBN 1-85285-113-9 (Aufsatzsammlung).
- Communications and power in medieval Europe: The Carolingian and Ottonian centuries. Hambledon, London 1994, ISBN 1-85285-013-2 (Aufsatzsammlung).